# Schlosswache (Oldenburg)

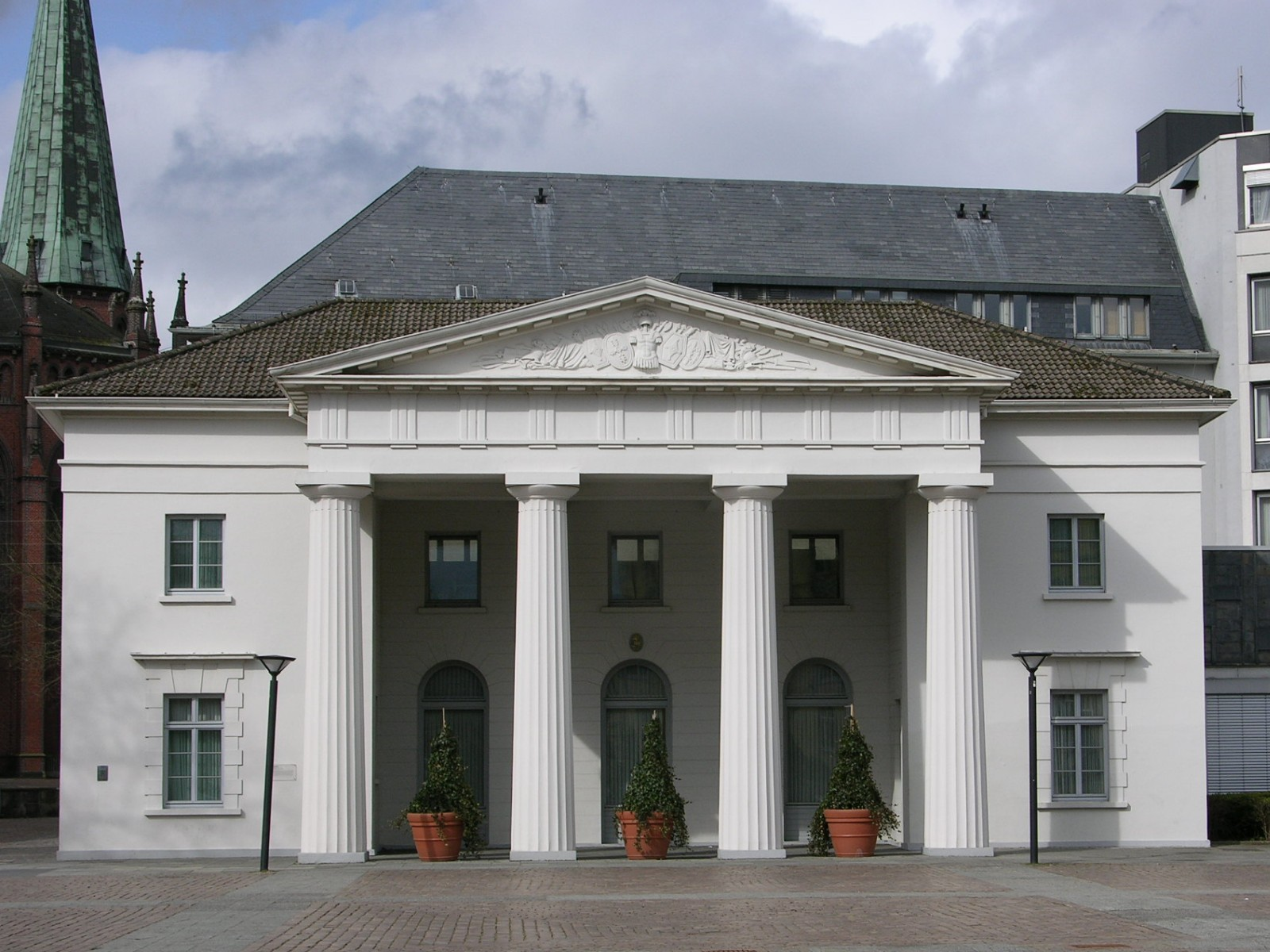
Schlosswache Oldenburg

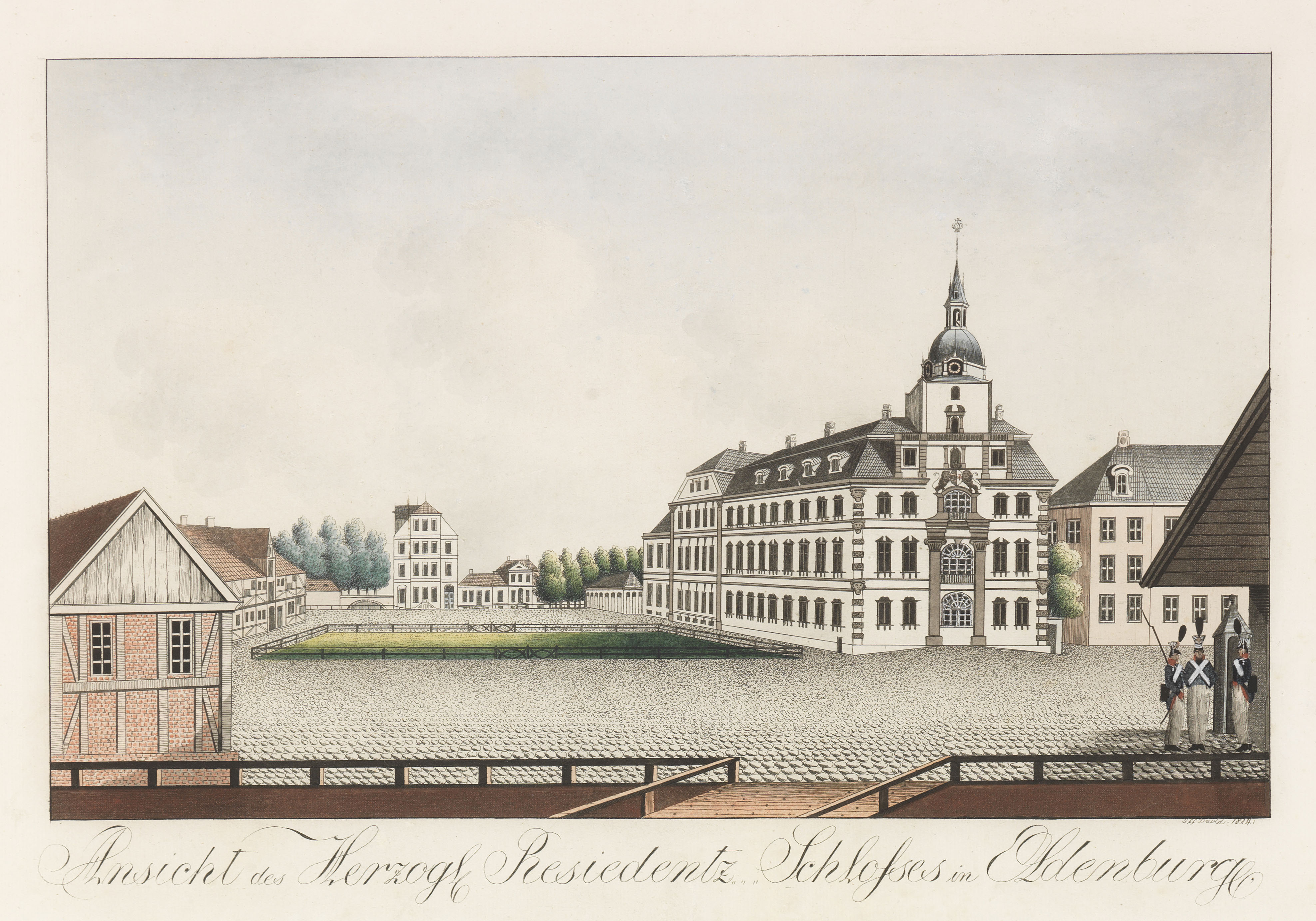
David Ansicht des Residenz-Schlosses in Oldenburg

Die Oldenburger Schlosswache befindet sich auf dem Schlossplatz und damit im unmittelbaren Stadtzentrum Oldenburgs. Sie wurde 1839 als Wachgebäude des Oldenburgischen Militärs zur militärischen Bewachung des gegenüberliegenden Schlosses errichtet. Nach verschiedenen Funktionen als Polizeiwache und Dienstgebäude der Stadtverwaltung Oldenburg wird das Gebäude spätestens seit 1951 von der  Landessparkasse zu Oldenburg (LzO) als Bankgebäude genutzt. Die aktuelle Adresse (2017) ist Schlossplatz 7–8.

## Das Gebäude

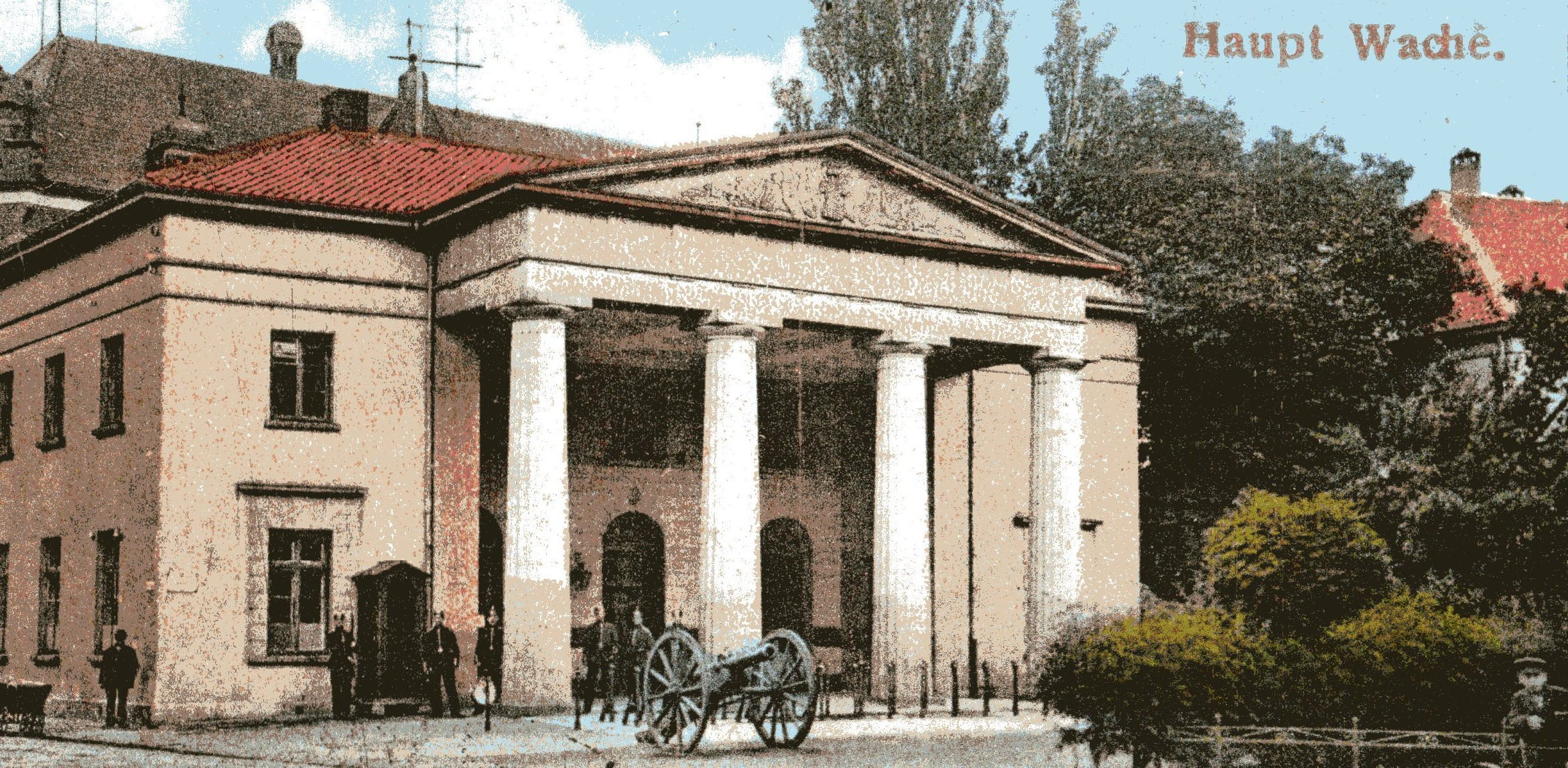
Schlosswache Oldenburg um 1914 oder davor. Ausschnitt aus einer kolorierten Postkarte von 1917

### Beschreibung
Nach der Denkmalkartei von 1977/78 handelt es sich um einen hell verputzten, zweigeschossigen Massivbau mit einem flachen Walmdach, das mit so genannten S-Dachpfannen gedeckt ist. Der Portikus ist frontal vorgelagert, erstreckt sich über beide Geschosse und besteht aus vier dorischen Säulen. Darüber befindet sich ein stark profilierter Dreiecksgiebel mit Klötzchenfries. Im Tympanon befinden sich Flachreliefdarstellungen in Stuck. In den Außenseiten der Fassade befinden sich rechteckige, mehrfach gesprosste Fenster. Im Erdgeschoss sind diese zusätzlich in quaderimitierender Putzrahmung unter horizontaler Verdachung versehen. Im Portikusbreich befinden sich rundbogige Fenstertüren, in gleicher Achse darüber rechteckige Fenster. (Zitiert nach Wachtendorf, S. 431).

### Geschichte
Das Gebäude wurde 1839 durch den Architekten Heinrich Strack (1801–1880) errichtet und löste ein 1829 errichtetes Wachgebäude ab. Die Schlosswache wurde auch als Hauptwache bezeichnet, im Gegensatz zu den bis ca. 1840 ebenfalls militärisch besetzten fünf Stadttorwachen (Dammtor im Süden, Everstentor im Westen, Haarentor im Westen, Heiligengeisttor im Norden, Stautor im Osten). Der Offizier der Hauptwache war gleichzeitig Vorgesetzter der Torwachen, die jeweils durch einen Unteroffizier befehligt wurden. Nach der Aufhebung der Stadttore verblieb nur noch die Schlosswache, die wie bisher Tag und Nacht besetzt war.
1914 war die Schlosswache auch Sitz des Garnisonkommandos, zusätzlich des Stabes der 37. Infanterie-Brigade unter Generalmajor von Bauer und des Stabes der 19. Feldartillerie-Brigade unter Oberst Otto Heygster.
1919/20 fand ein Transfer von der militärischen Wache zur Polizeiwache statt. Er war bedingt durch die Gründung der vorläufigen Reichswehr im März 1919, wodurch die letzten Reste einer oldenburgischen Militärhoheit, wie sie 1867 in der oldenburgisch-preußischen Militärkonvention festgelegt war, beseitigt wurden. Ab 1920 war in der Schlosswache eine städtische Polizeiwache untergebracht, die jedoch durch die 1919 gegründete Oldenburgische Ordnungspolizei (Orpo) des Freistaats Oldenburg besetzt wurde, die in der Stadt den Wach- und Streifendienst übernahm, während die Kommunalpolizei sich auf verwaltungspolizeiliche und kriminalpolizeiliche Tätigkeiten beschränkte. Spätestens 1936 scheint die Polizeiwache aufgehoben worden zu sein, da das Gebäude nun durch die LzO umgebaut wurde. 1940 war im Gebäude das Stadtbauamt untergebracht. Spätestens seit 1951 wird die Schlosswache bis in die Gegenwart (2017) von der LzO als Bankgebäude genutzt.